# 사랑, 주세요
〈사랑, 주세요〉(일본어: 愛、チュセヨ)는 SDN48의 2번째 싱글이다. 2011년 4월 6일, 유니버설 뮤직을 통해 발매되었다.

## 개요
타이틀 곡 〈사랑, 주세요〉의 선발 12명과 언더걸즈 구성원들은 2011년 1월 하순, AKB48 극장에서 지배인인 도가사키 도모노부를 통해 알려졌다. 전작 〈GAGAGA〉와 같이 2종류의 통상반과 극장반이 동시에 발매. 통상반과 극장반은 각각 앨범 자켓 및 수록 내용이 다르다. DVD에는 특전으로 〈사랑, 주세요〉의 선발 멤버 발표 다큐멘터리 영상이, Type A에는 전작 GAGAGA의 대한민국 프로모션 다큐멘터리 영상이 수록되어 있다.
Type B에 수록된 〈사랑이여 움직이지 말아줘〉는 니시쿠니하라 레이코의 솔로 곡이다.
이와 관련해 SDN48 명의의 싱글로 멤버의 솔로곡이 수록된 것은 이번 작에 처음 시도되는 것이다. Type A에 수록된 〈아와지 섬의 양파〉의 뮤직 비디오에는 멤버 이외에 AKB48 극장 지배인 도카사키 도보노부와 극장 스태프, 홍보 담당 사루오 바산, 의상부의 지노 시노부, 뮤직 비디오 감독과 프로듀서, 유니버설 뮤직 간부와 매니저 등이 출연한다. 안무는 MAX의 Nana가 담당했다.
처음에는 2011년 3월 23일에 발매 예정에 있었으나 2011년 도호쿠 지방 태평양 앞바다 지진의 영향으로 인해 4월 6일로 연기되었다.
작곡자의 〈Elizabeth〉는 부산외국어대학교 영일중 대학 비즈니스 일본어과에 재적하는 현역의 학생, 신영섭의 펜네임.

## 참가 멤버

### 사랑, 주세요
(굵은 글씨는 센터)
- 1기생 : 우메다 하루카, 카토 마미, 코치 마사미, 코하라 하루카, 콘도 사야카, 사토 유카리, 세리나
- 2기생 : 아이카와 유키, 다카하시 유이, 타니사키 토모미, 후쿠다 아카네, 후지코소 유미

### 천국의 도어는 3번째의 벨로 열린다
「언더걸즈 A」 명의 (굵은 글씨는 센터)
- 1기생 : 아키타 카즈에, 우라노 카즈미, 오오호리 메구미, 첸츄, 테즈카 마치코, 노로 카요, 하타케야마 치사키, 나츄 (PV만 참가)
- 2기생 : 이토 마나, 키모토 유키, KONAN, 니노미야 유카, 마츠시마 루미

### 아와지 섬의 양파
「언더걸즈 B」 명의 (굵은 글씨는 센터)
- 1기생 : 이마요시 메구미, 오오코치 미사, 카이다 쥬리, 나츄, 미츠이 히로미
- 2기생 : 아키코, 오오야마 아이미, 츠다 마리나, 나츠코, 호소다 미유우

### 사랑이여 움직이지 말아줘
「레이첼(レイチェル)」 명의
- 1기생 : 니시쿠니하라 레이코

## 수록곡

### Type A
1. 사랑, 주세요(愛、チュセヨ)
(작사：아키모토 야스시, 작곡·편곡：Elizabeth)
2. 천국의 도어는 3번째의 벨로 열린다(天国のドアは3回目のベルで開く)
(노래：언더걸즈 A, 작사：아키모토 야스시, 작곡：SQR, 편곡：SQR·j.hull)
3. 아와지 섬의 양파(淡路島のタマネギ)
(노래：언더걸즈 B, 작사：아키모토 야스시, 작곡：YUMA, 편곡：하라다 나오)
4. 사랑, 주세요(愛、チュセヨ) (off vocal ver.)
5. 천국의 도어는 3번째의 벨로 열린다 (天国のドアは3回目のベルで開く) (off vocal ver.)
6. 아와지 섬의 양파(淡路島のタマネギ) (off vocal ver.)

DVD
1. 「사랑, 주세요(愛、チュセヨ)」Music Clip
2. 「천국의 도어는 3번째의 벨로 열린다(天国のドアは3回目のベルで開く)」Music Clip
3. 「아와지 섬의 양파(淡路島のタマネギ)」Music Clip

특전 (첫회 프레스분만)
- 레코딩 & MV 메이킹 영상 (Type A version)
- 「사랑, 주세요(愛、チュセヨ)」선발 멤버 발표 문서

### Type B
1. 사랑, 주세요(愛、チュセヨ)
2. 천국의 도어는 3번째의 벨로 열린다(天国のドアは3回目のベルで開く)
3. 사랑이야 움직이지 마(愛よ 動かないで)
(노래：레이첼, 작사：아키모토 야스시, 작곡·편곡：이현도)
4. 사랑, 주세요(愛、チュセヨ) (off vocal ver.)
5. 천국의 도어는 3번째의 벨로 열린다(天国のドアは3回目のベルで開く) (off vocal ver.）
6. 사랑이여 움직이지 말아줘(愛よ 動かないで) (off vocal ver.)

DVD
1. 「사랑, 주세요(愛、チュセヨ)」Music Clip
2. 「천국의 도어는 3번째의 벨로 열린다(天国のドアは3回目のベルで開く)」Music Clip
3. 「사랑이여 움직이지 말아줘(愛よ 動かないで)」Music Clip

특전 (첫회 프레스분만)
- 레코딩 & MV 메이킹 영상 (Type B version)
- 「GAGAGA」한국 프로모션 문서

### 극장반
1. 사랑, 주세요(愛、チュセヨ)
2. 천국의 도어는 3번째의 벨로 열린다 (天国のドアは3回目のベルで開く)
3. 아와지 섬의 양파(淡路島のタマネギ)
4. 사랑이여 움직이지 말아줘(愛よ 動かないで)

특전
- 극장반 발매 기념 비밀의 속삭임회 참가권